# Je (film)
Je est un court métrage canadien en noir et blanc réalisé en 1960 par Louis Portugais. C'est un film sans dialogues.

## Synopsis
Sous les yeux des spectateurs, Suzanne Rivest crée et exécute une pantomime dont le thème évoquant l'histoire du mouvement chez les humains

## Fiche technique
- Titre : Je
- Réalisation : Louis Portugais
- Directeur de la photographie : François Séguillon
- Musique : Maurice Blackburn
- Producteur : Léonard Forest
- Production : Office national du film du Canada
- Durée : 15 minutes
- Procédé : 16 mm (positif & négatif), Noir et blanc, Son mono
- Sortie en France : décembre 196 (Journées Internationales du Court Métrage de Tours)

## Distribution
- Suzanne Rivest : elle-même

## Accueil critique
- Avec « Je », Louis Portugais ouvre la voie à une nouvelle forme de théâtre filmé. Certains trouveront un intérêt esthétique, psychologique ou psychodramatique à ce genre d'expression qui se situe entre le mime et la danse. le cinéma peut se mettre au service de cet art comme il l'a fait pour d'autres : « Je » ne nous apporte pas la preuve qu'il puisse s'en enrichir. (Madeleine Garrigou-Lagange, Téléciné no 93)